# Tempio Shaolin del Sud
Il Tempio Shaolin del Sud (Nán Shàolín-sì 南少林寺) è il nome di un monastero buddhista la cui esistenza e collocazione sono tuttora discusse. Sarebbe situato nel Fujian in tre possibili siti: secondo alcuni sul monte Jiulian Shang, vicino a Putian; secondo altri ai piedi del monte Qingyuan shang nella regione di Quanzhou; secondo altri ancora il terzo possibile sito sarebbe la zona di Fuqing. Tradizionalmente è considerato il luogo di nascita del Nanquan.

## Arti marziali e Nan Shaolin Si
Molti stili di arti marziali del sud della Cina rifanno la propria origine al Tempio Shaolin fornendo versioni diversissime su quale fosse esattamente questo tempio. Alcuni riferiscono che era il tempio del Songshan in Henan, ma altri indicano dei templi sussidiari a questo in altre località della Cina. Gli stili praticati ad Okinawa provengono quasi completamente da stili Nanquan da cui hanno ereditato anche le leggende di fondazione, come l'arte dello Shōrei ryū. 
Quest'arte marziale diede vita ad un'altra arte marziale, praticata a Okinawa: il Naha-te. Quest'ultimo a sua volta diede vita a due stili di karate: il Gōjū-ryū e lo Uechi-ryū. Lo Shorei-ryu diede anche una leggera influenza ad un altro stile di karate: lo Shitō-ryū.
Esiste una leggenda che racconta che da questo tempio fuggirono 5 monaci, durante la distruzione del tempio stesso. Questa leggenda è conosciuta come La leggenda dei 5 Antenati.
Questo tempio andato distrutto, è molto meno famoso del suo corrispettivo situato nel nord della Cina, il Tempio Shaolin Shorinji.